# 20141 Markidger
20141 Markidger è un asteroide della fascia principale. Scoperto nel 1996, presenta un'orbita caratterizzata da un semiasse maggiore pari a 2,2586944 UA e da un'eccentricità di 0,1796028, inclinata di 7,12100° rispetto all'eclittica.
L'asteroide è dedicato a Mark Richard Kidger, astrofisico all'Instituto de Astrofísica de Canarias.